# Melvin Brown
Melvin Brown Casados (ur. 28 stycznia 1979 w Naranjos) – meksykański piłkarz pochodzenia jamajskiego występujący najczęściej na pozycji lewego lub środkowego obrońcy.

## Kariera klubowa
Karierę piłkarską Brown rozpoczął w klubie Cruz Azul. W 2001 roku zadebiutował w jego barwach w meksykańskiej Primera Division w fazie Clausura. Od czasu debiutu stał się podstawowym zawodnikiem zespołu i w tym samym roku dotarł z nim do finału Copa Libertadores. Meksykanie ulegli jednak po serii rzutów karnych argentyńskiemu Boca Juniors (we dwóch meczach obie drużyny wygrały po 1:0). W 2002 roku zdobył z Cruz Azul towarzyski turniej Copa Pachuca, a w stołecznym klubie grał do 2004 roku i rozegrał 119 ligowych meczów, w których strzelił 5 bramek.
Latem 2004 Brown przeszedł do Jaguares de Chiapas, zespołu z miasta Tuxtla Gutiérrez. W Jaguares występował przez trzy i pół sezonu, a największe sukcesy osiągnął w towarzyskim Copa Chiapas, czyli pucharze stanu Chiapas, gdy wygrał go dwukrotnie w latach 2005 i 2007. Na początku 2008 roku Melvin zmienił barwy klubowe i na zasadzie wypożyczenia odszedł do Puebli, w którym spędził całą fazę Clausura sezonu 2007/2008.
Latem 2008 podpisał kontrakt z Tecos UAG z Guadalajary. W sezonie 2008/2009 rozegrał łącznie 17 spotkań – 16 w fazie Apertura, natomiast 1 w Clausura. Rozgrywki 2009/2010 Brown spędził na wypożyczeniu w rodzimym Cruz Azul, gdzie wywalczył wicemistrzostwo Meksyku (Apertura 2009). Podczas sezonu 2010/2011 był wypożyczony do Puebli, natomiast wiosną 2012 przeszedł do drugoligowego Cruz Azul Hidalgo.

## Kariera reprezentacyjna
W reprezentacji Meksyku Brown zadebiutował 1 lipca 2001 roku w wygranym 1:0 meczu eliminacji do Mistrzostw Świata 2002 ze Stanami Zjednoczonymi. Rok później został powołany przez Javiera Aguirre do kadry na ten turniej. Tam był rezerwowym i nie wystąpił w żadnym spotkaniu. Ogółem w kadrze Meksyku rozegrał 10 meczów, nie strzelając bramki.

## Życie prywatne
Brown posiada jamajskie korzenie. Jego pradziadek pod koniec XIX wieku uciekł z Jamajki przed niewolnictwem do meksykańskiego miasta Tuxpan, w stanie Veracruz, gdzie się osiedlił i założył rodzinę. W Tuxpan urodził się dziadek Browna, Jorge. W późniejszym czasie jego przodkowie przenieśli się do Naranjos, gdzie przyszedł na świat Melvin.